# 馬薩克 (加利福尼亞州)
馬薩克（英語：Massack）是位於美國加利福尼亞州普盧默斯縣的一個非建制地區。該地的面積和人口皆未知。

## 地理
馬薩克的座標為39°55′34″N 120°55′16″W / 39.92611°N 120.92111°W，而該地的平均海拔高度為1110米（即3642英尺）。